# Euscyrtus pallidus
Euscyrtus pallidus är en insektsart som beskrevs av Carl Stål 1877. Euscyrtus pallidus ingår i släktet Euscyrtus och familjen syrsor. Inga underarter finns listade i Catalogue of Life.